# Lysimachia tsarongensis
Lysimachia tsarongensis är en viveväxtart som beskrevs av Hand.-mazz. Lysimachia tsarongensis ingår i släktet lysingar, och familjen viveväxter. Inga underarter finns listade i Catalogue of Life.